# Brava Linhas Aéreas
Brava Linhas Aéreas, antiguamente NHT Linhas Aéreas fue una aerolínea doméstica de Brasil con base en Porto Alegre, Río Grande del Sur. La aerolínea tenía una red de destinos que une 16 ciudades en cuatro estados de Brasil.

## Destinos cesados
Nacionales
- Brasil
  - Estado de Paraná
    - Curitiba / Aeropuerto Internacional Afonso Pena
    - Guarapuava

- - Estado de Río Grande del Sur
    - Erechim
    - Passo Fundo
    - Pelotas
    - Porto Alegre / Aeropuerto Internacional Salgado Filho
    - Río Grande
    - Santa Maria
    - Santa Rosa
    - Santo Angelo
    - Uruguaiana

- - Santa Catarina
    - Florianopolis / Aeropuerto Internacional Hercilio Luz
    - Chapecó
    - Caçador
    - Criciúma
    - Joaçaba

- - Estado de Sao Paulo
    - São Paulo / Aeropuerto de Congonhas

Internacional
- Uruguay
  - Departamento de Rivera
    - Rivera / Aeropuerto de Rivera

## Flota
NHT Linhas Aéreas contaba con 6 aeronaves
| Avión              | Unidades | Pasajeros |
| ------------------ | -------- | --------- |
| Let L-410 UVP E-20 | 6        | 19        |